# Filip Siejka
Filip Siejka (ur. 6 grudnia 1975 w Warszawie) – polski skrzypek, muzyk, kompozytor, multiinstrumentalista i producent muzyczny. 

## Życiorys
Ukończył Liceum Muzyczne im. Karola Szymanowskiego w Warszawie I i II stopnia w klasie skrzypiec. Absolwent Uniwersytetu Muzycznego Fryderyka Chopina w Warszawie na wydziale instrumentalnym, który ukończył z wyróżnieniem (3 letni indywidualny tok nauczania). 
Skrzypek, kompozytor, producent muzyczny, aranżer, multiinstrumentalista i performer. Autor przebojów, jak m.in. wykonywany przez Patrycję Markowską „Świat się pomylił”. Współpracował z takimi wykonawcami jak: Mieczysław Szcześniak, Michał Bajor, WSZ, Natalia Kukulska, Zbigniew Wodecki, Łukasz Zagrobelny, Perfect, Patrycja Markowska, Hania Stach, Jeden Osiem L, Blog 27, Ich Troje, Feel, Nick Sinckler, Filip Mettler, Wojciech Ezzat, Kuba Molęda, Magda Steczkowska, Olga Bończyk, A.S.A, Katarzyna Cerekwicka, Sycha, Matt Dusk. Dyrektor muzyczny w MAT Musicalowa Akademia Talentów.
24 stycznia 2003 został ranny w wypadku samochodowym koło Ostródy, gdzie prowadzona przez aktora i piosenkarza Waldemara Goszcza Lancia Lybra, jadąca z nadmierną prędkością, zderzyła się z czerwonym Fordem Escortem. Goszcz zginął na miejscu a Siejka, aktor Radosław Pazura i kierowca forda zostali ranni i przetransportowani do szpitala. Poszkodowany w wypadku kierowca forda, mieszkaniec Miłomłyna, przeszedł długą rehabilitację.
Jego starszy brat Piotr Siejka również jest muzykiem, natomiast stryj – Piotr Figiel był pianistą jazzowym i kompozytorem muzyki filmowej.

## Dyskografia
| Album                                                                 | Rok  | Uwagi                                                                      | Źródło |
| --------------------------------------------------------------------- | ---- | -------------------------------------------------------------------------- | ------ |
| Chłopaki nie płaczą – piosenka do filmu w reżyserii Olafa Lubaszenki. | 2000 | muzyka, aranżacja                                                          |        |
| Katarzyna Skrzynecka – Kameleo                                        | 2001 | muzyka, aranżacje, produkcja                                               |        |
| Natali Kukulska – Tobie                                               | 2001 | muzyka, aranżacje, produkcja                                               |        |
| Zbigniew Wodecki – Obok siebie                                        | 2002 | muzyka, aranżacje, produkcja                                               |        |
| Georgina Tarasiuk – Georgina                                          | 2002 | muzyka, aranżacje, produkcja                                               | [ 4 ]  |
| Patrycja Markowska – Mój czas                                         | 2003 | muzyka                                                                     | [ 5 ]  |
| Marek Kościkiewicz – Moment                                           | 2003 | instrumenty klawiszowe                                                     | [ 6 ]  |
| Patrycja Markowską – Nie zatrzyma nikt                                | 2005 | muzyka, aranżacja, produkcja                                               |        |
| Jeden Osiem L – Słuchowisko                                           | 2005 | muzyka, aranżacja, produkcja                                               | [ 7 ]  |
| Blog 27 – LOL                                                         | 2005 | muzyka, aranżacja, produkcja                                               |        |
| Patrycja Markowska – Świat się pomylił                                | 2007 | gitara, instrumenty klawiszowe, muzyka, produkcja, skrzypce, programowanie | [ 8 ]  |
| Perfect – Póki mam jeden sen (Perfect Symfonicznie Bonus)             | 2007 | muzyka                                                                     |        |
| Łukasz Zagrobelny – Myśli warte słów                                  | 2008 | muzyka, aranżacja, produkcja                                               |        |
| Stefano Terrazzino – Cin Cin Amore                                    | 2008 | kompozycje i produkcja albumu                                              | [ 9 ]  |
| Feel – Urodziny                                                       | 2009 | muzyka, aranżacja, produkcja                                               |        |
| Łukasz Zagrobelny – Między dźwiękami                                  | 2009 | muzyka, aranżacja, produkcja                                               |        |
| Patrycja Markowska – Uwolnieni                                        | 2010 | muzyka, aranżacja, produkcja                                               |        |
| Patrycja Markowska – Patrycja Markowska                               | 2010 | muzyka, programowanie                                                      | [ 10 ] |
| Anna Voigt – Dreams Come True                                         | 2010 | skrzypce, programowanie, aranżacje, instrumenty klawiszowe, gitara         | [ 11 ] |
| Weekend – muzyka do filmu kinowego w reżyserii Cezarego Pazury        | 2010 | skrzypce, programowanie, aranżacje, instrumenty klawiszowe, gitara, śpiew  |        |
| Ciacho – piosenka do filmu kinowego w reżyserii Patryka Vegi          | 2010 | muzyka, aranżacja, produkcja                                               |        |
| Perfect – Paradoks (piosenka do filmu Weekend)                        | 2010 | muzyka                                                                     |        |
| Feel – Weekend (piosenka do filmu Weekend)                            | 2010 | muzyka, aranżacja, produkcja                                               |        |
| Nick Sinckler – Chapter One (piosenka do filmu Weekend)               | 2010 | muzyka, aranżacja, produkcja                                               |        |
| Linia życia – piosenka serialu Linia życia (Tv Polsat)                | 2011 | muzyka, aranżacja, produkcja                                               |        |
| Patricia Kazadi – Zabraknie                                           | 2013 | muzyka, aranżacja, produkcja                                               |        |
| Filip Mettler – Wiary ślad                                            | 2014 | muzyka, aranżacja, produkcja                                               |        |
| Wujek Samo Zło, Filip Samo Siejka – Wszystko gra                      | 2014 | produkcja, aranżacje, muzyka                                               | [ 12 ] |
| Wojciech Ezzat – Radość                                               | 2014 | produkcja, aranżacje, muzyka                                               |        |
| Kuba Molęda – Nie mów że nie                                          | 2014 | produkcja, aranżacje, muzyka                                               |        |
| Filip Mettler – Twoje życie                                           | 2015 | muzyka, aranżacja, produkcja                                               |        |
| Magda Steczkowska – Niech Cię Polubi Twoje Serce                      | 2016 | muzyka, aranżacja, produkcja                                               |        |
| Magda Steczkowska – Piosenka zamiast wspomnień                        | 2016 | muzyka, aranżacja, produkcja                                               |        |
| Magda Steczkowska – Tobą oddycham                                     | 2016 | muzyka, aranżacja, produkcja                                               |        |
| Magda Steczkowska – Do szaleństwa                                     | 2016 | muzyka, aranżacja, produkcja                                               |        |
| Magda Steczkowska – Oszukamy                                          | 2016 | muzyka, aranżacja, produkcja                                               |        |
| Patrycja Markowska & Grzegorz Markowski – LUSTRO                      | 2019 | muzyka, aranżacja, produkcja                                               |        |
| A.S.A – LUBIĘ (Opole Konkurs Premier)                                 | 2021 | muzyka, aranżacja, produkcja                                               |        |
| Olga Bończyk – Ślad miłości                                           | 2021 | muzyka, aranżacja, produkcja                                               |        |